# Jean-Pierre Latz
Jean-Pierre Latz cap a 1691, París, 4 d'agost de 1754) va ser un notable dissenyador de mobles dins l'estil Rococó Com altres ebenistes que treballaven a França era d'origen alemany.
Fill d'un tal Walter Latz, Jean-Pierre nasqué prop de la ciutat de Colònia, i es va traslladar a País l'any 1719, als 26 anys. Sempre va mantenir una certa pesadesa germànica en els seus dissenys.

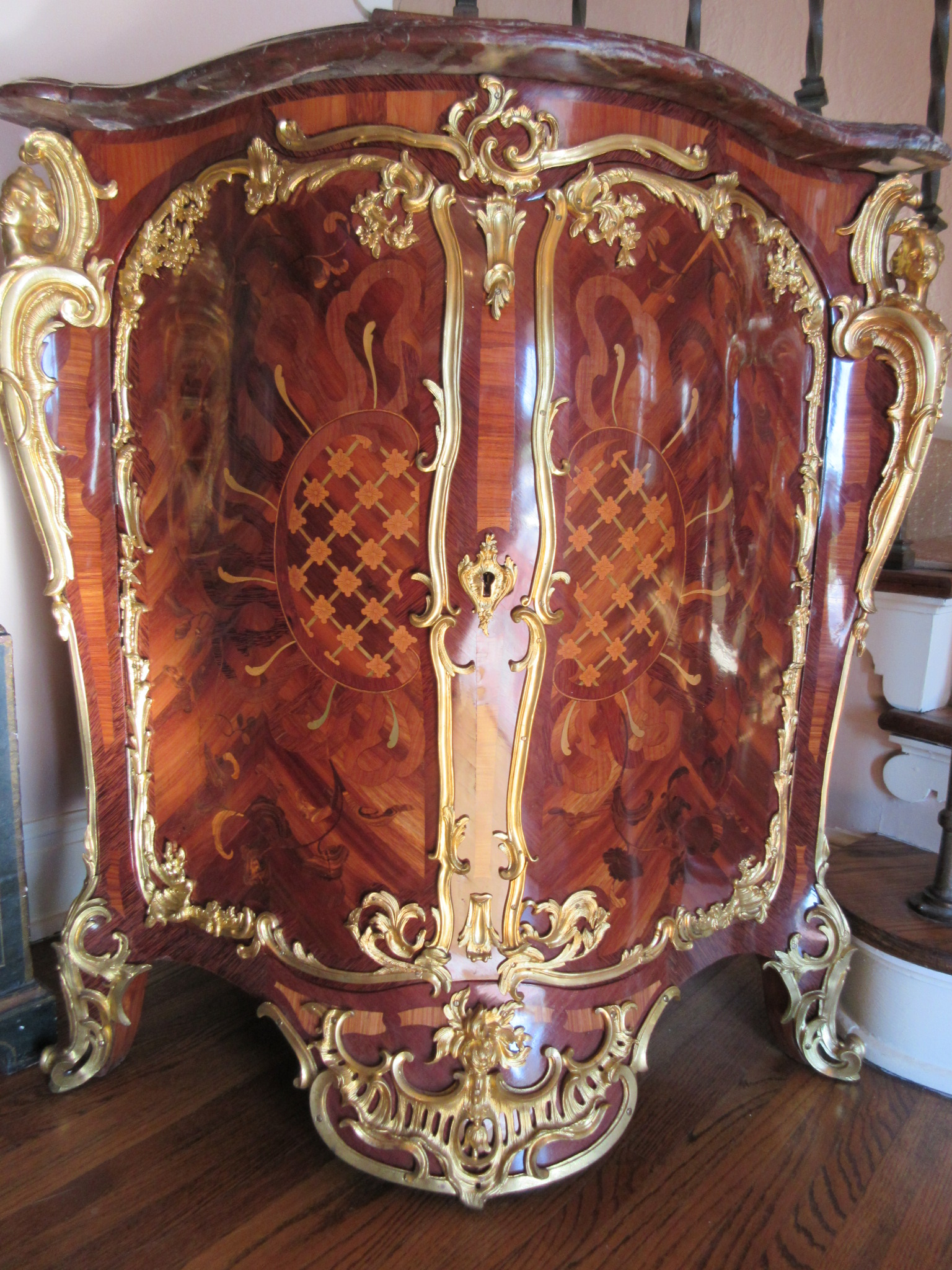
Una “encoignure” per Latz, (1750).

El maig de 1736 Latz es va naturalitzar ciutadà francès L'any 1741 va ser nomenat ébéniste privilegié du Roi, Un exemple de les seves obres és la còmoda de Latz' que es troba al Cincinnati Art Museum.
Latz es va especialitzar en caixes de rellotge 
Entre els seus clients s'inclouen Frederic el Gran de Prússia, per al qual va fer un ric rellotge, August III de Polònia, Elector de Saxònia i Rei de Polònia, Comte Heinrich von Brühl i la filla favorita del rei Louis XV, Madame Elisabeth, que es va casar el 1739 amb el Duc de Parma.
Després de la mort de Latz el 1754,